# Alboglossiphonia polypompholyx
Alboglossiphonia polypompholyx – gatunek pijawki z rzędu ryjkowych i rodziny Glossiphoniidae.

## Taksonomia
Gatunek został opisany w 1988 roku przez J. H. Oosthuizena, M. A. Husseina i N. A. El-Shimy na podstawie materiału typowego zebranego w kanale Talkha w Al-Mansurze. Nazwa gatunkowa nawiązuje do rozbudowanej papillacji u tego gatunku.

## Opis
Wymiary holotypu to 4,3 mm długości, 2,2 mm szerokości oraz 0,7 mm średnicy tylnej przyssawki. Ciało w stanie obkurczonym owalno-spiczaste, zwężone ku przodowi. U okazów rozluźnionych owalno-lancetowate. Na głowie sześcioro oczu zgrupowanych w trzy blisko ulokowane pary, tworzące trójkątny wzór. Przyssawka głowowa kubkokształtna. Pora ryjka mała, położona w centrum jamki. Ryjek stosunkowo krótki i smukły. Grzbietowa część ciała pokryta silnie rozwiniętymi papillami. I segment zlany z prostomium, tworząc zaokrągloną wargę wierzchołkową. II segment jednopierścieniowy. III całkowicie lub niecałkowicie dwupierścieniowy. Segmenty IV oraz od VI do XXIV dwupierścieniowe. V grzbietowo trójpierścieniowy, a brzusznie dwupierścieniowy. Segmenty XXVI i XXVII jednopierścieniowe. Bruzdy międzysegmentowe wyraźnie głębsze niż międzypierścieniowe w przedniej części ciała. Gonopory rozdzielone dwoma pierścieniami: męskie między XI i XII, zaś żeńskie między XIIa2 i a3, oba ulokowane dokładnie wewnątrz bruzd. Gruczoły ślinowe rozproszone o komórkach gęsto ułożonych. Pierwsze 6 par uchyłków (caeca) gardzieli końcowo dwupłatkowane. Każde post-caecum z 5 dużumi, dwupłatkowymi, wtórnymi caeca. Tylna przyssawka mała, okrągła, o średnicy mniejszej niż połowa maksymalnej szerokości ciała, z cienkim obrzeżeniem i głęboko kubkowatą częścią brzuszną, szeroko złączona z ciałem. Podstawowa barwa ciała jasnobrązowa z ciemnobrązowymi chromatoforami ułożonymi w nieregularne, podłużne, grzbietowe pasy, co w połączeniu z białą barwą papillae nadaje pijawce rudobrązowy odcień.

## Biologia

### Cykl życiowy
Prawdopodobnie jedynym żywicielem tej pijawki jest ślimak Bulinus truncatus. Większość swojego cyklu życiowego spędza ona w jamie płaszcza tego ślimaka jako endopasożyt. Dorosłe osobniki opuszczają jego ciało około miesiąc przed złożeniem jaj. Wyląg następuje po około 15 dniach i po przechowywaniu ich przez 7-10 dni na brzusznej stronie ciała rodzica, młode stają się na krótko formami wolno żyjącymi do czasu znalezienia żywiciela. Rozwój w jamie płaszcza ślimaka, kiedy to pijawki jedzą i rosną, trwa 16-20 tygodni. Po tym czasie osobniki dorosłe opuszczają gospodarza. Wolno żyjące formy dorosłe nie pobierają pokarmu i umierają 1-2 miesiące po zakończeniu opieki nad jajami.

### Fenologia
W warunkach laboratoryjnych dorosłe pijawki opuszczały ciała ślimaków na przełomie sierpnia i września oraz w styczniu. Wytwarzanie kokonów jaj odbywało się odpowiednio na przełomie października i listopada oraz lutego i marca.

## Występowanie
Gatunek ten jest endemitem Egiptu, gdzie występuje w delcie i dolinie Nilu. Znaleziony m.in. w Izbat at Tahlah, Al-Mansurze, Gizie, Kairze, Bani Suwajf, Al-Minji, Asjucie, Sohag, Quenie, Luksorze i Aswanie.